# صويدرة (الأحساء)
صويدرة حي صغير في منطقة الأحساء من المنطقة الشرقية في المملكة العربية السعودية، تحتوي علي عيون مياه.

## الموقع
تبتعد عن الهفوف 5.3 كم إلى الشرق، وتبعد عن الرياض عاصمة السعودية 333 كم.

## النقل
كان هناك مشكلة كبيرة مع طريق خزان صويدرة المحوري نظرا لوجود منحدرات شديدة والطريق كان غير جيد للمواطنين مما أدي الي خسائر مادية.

## جسور
جسر الخدود.

## المرافق
- متنزه صويدرة بالأحساء يبلغ مساحته 2.030.000 متر مربع مع شركة إعمار الخليجية للاستثمار السياحي والترفيهي.[6]
- ملعب الدرة